# Timàlia maculada
La timàlia maculada (Stachyris maculata) és un ocell de la família dels timàlids (Timaliidae).

## Hàbitat i distribució
Viu entre la malesa del bosc de les terres baixes fins al sud de Tailàndia, Malaia, Sumatra, les illes Banyak i Batu, Arxipèlag de Riau, Bangka i Borneo.